# 阿尔特米尔河翼龙属
阿尔特米尔河翼龙（学名：Altmuehlopterus，意为“阿尔特米尔河之翼”）是翼手龙亚目翼龙的一个属，生存于晚侏罗世的德国。该属以前被称作代廷翼龙（"Daitingopterus"，意为“代廷之翼”），这是一个于2004年非正式创建的裸名。

## 发现与命名

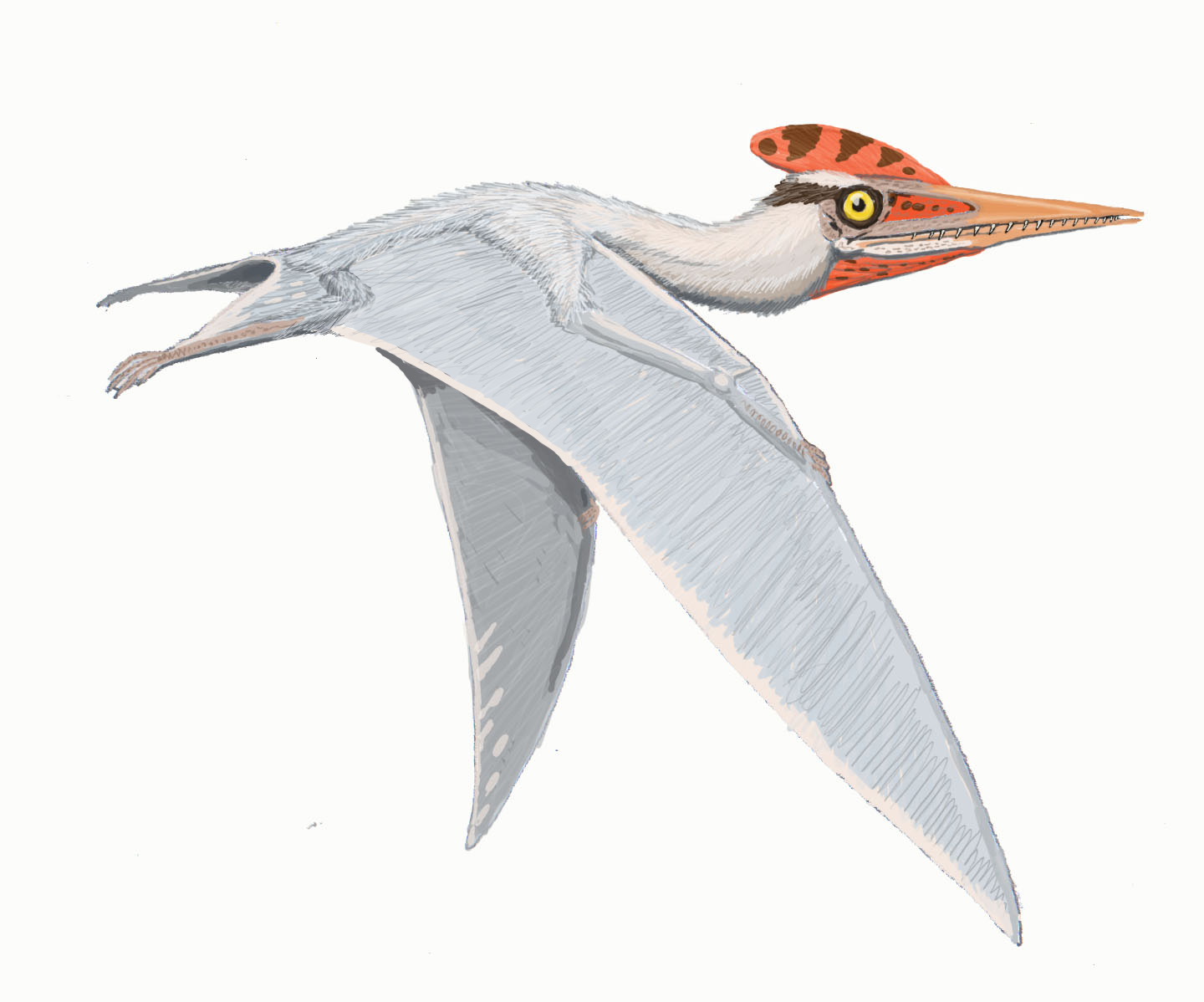
复原图

約翰·安德烈亞斯·瓦格納于1851年命名了鸟头龙（Ornithocephalus，翼手龙曾用名，现已废弃）新种巨嘴鸟头龙（Ornithocephalus ramphastinus）。鉴于该翼龙硕大的啄状吻部，种名取自巨嘴鸟中的鵎鵼属（Ramphastos）。克里斯汀·埃瑞克·赫尔曼·冯·迈尔（Christian Erich Hermann von Meyer）于1859／1860年将种名纠正为rhamphastinus。尽管按照现代标准此举并不规范，但根据ICZN 33.3.1条规则，新拼写已被后期作者接受并使用，从而变为有效。
正模标本BSP AS.I.745可能发现于代廷附近默恩斯海姆提通阶时期的马尔姆泽塔3号地层（Malm Zeta 3）的一层中。它由带有颅骨的部分脱节骨骼组成，保存于一块石板及其对应石板上。
1871年，哈利·丝莱（Harry Govier Seeley）将此标本纳入双孔头翼龙的模式材料，但并未指定为该属的正模标本。彼得·韦尔恩霍费尔（Peter Wellnhofer）故于1970年轻率地将该标本命名为德国翼龙的第二个种：巨嘴德国翼龙（Germanodactylus rhamphastinus）。2004年，迈克尔·麦什（Michael Maisch）等人得出结论称此标本代表一个独立属，并在分支图中将其表示为“代廷翼龙”。当时该属仍是一个裸名。
2017年，史蒂芬·维多韦克（Steven Vidovic）和大卫·马提尔（David Martill）将其正式命名为独立属阿尔特米尔河翼龙（Altmuehlopterus）。属名组合流经索尔恩霍芬的阿尔特米尔河及拉丁化希腊语单词pteron（翅膀）。